# جو مكينتوش
جو مكينتوش (بالإنجليزية: Joe McIntosh)‏ هو لاعب كرة قاعدة أمريكي، ولد في 4 أغسطس 1951 في بيلينغز في الولايات المتحدة.

## وصلات خارجية
- جو مكينتوش على موقع دوري كرة القاعدة الرئيسي (الإنجليزية)
- جو مكينتوش على موقعبيزبول رفرنس.كوم (الدوري الرئيسي) (الإنجليزية)
- جو مكينتوش على موقعبيزبول رفرنس.كوم (الدوري الثانوي) (الإنجليزية)
- جو مكينتوش على موقع مشجعي الرسوم البيانية (الإنجليزية)